# Нёрребро

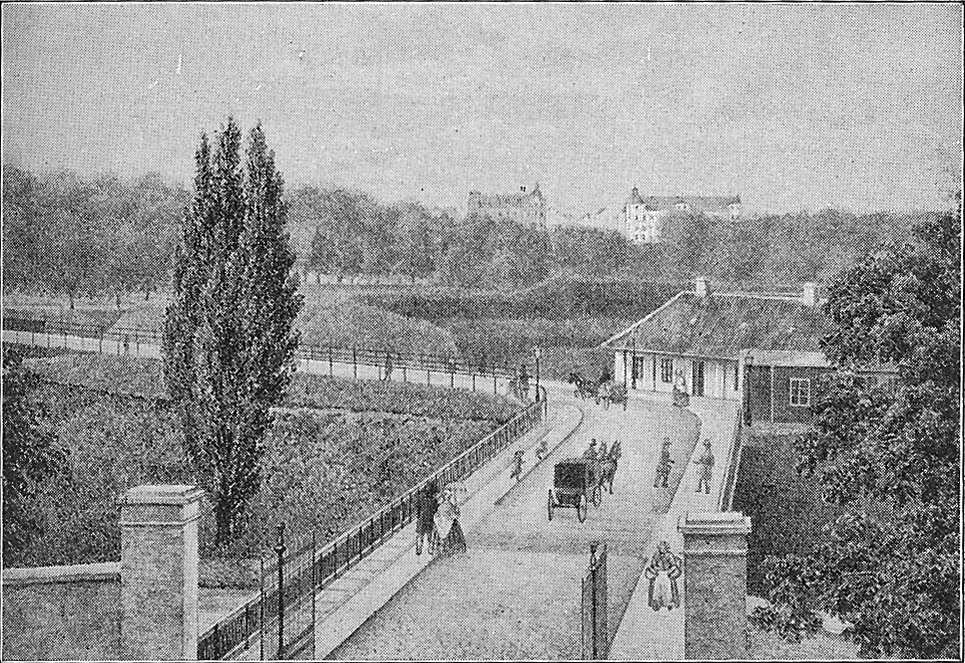
Вид Нёрребро в 1855 г.

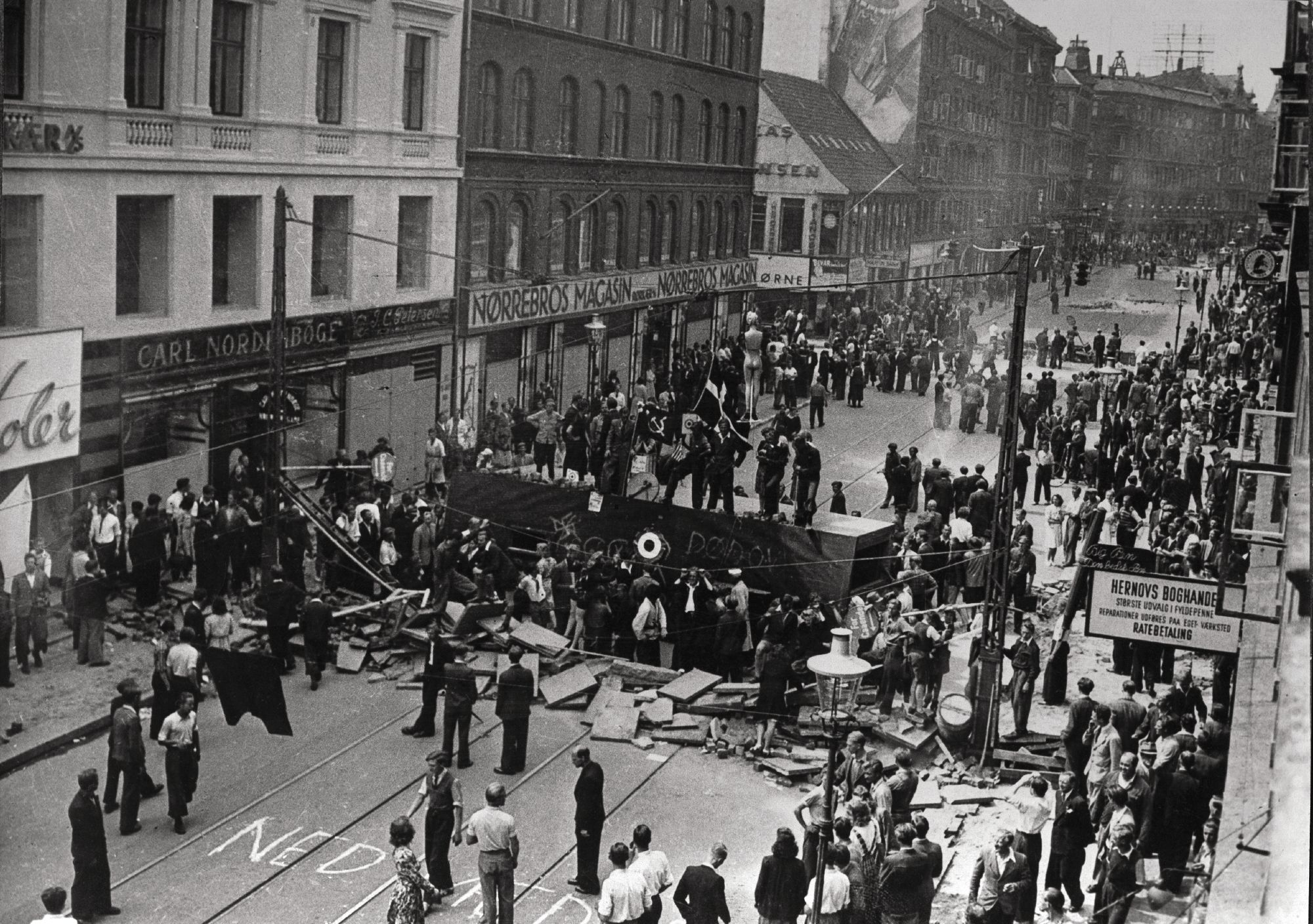
Баррикады в Нёрребро летом 1944 г.

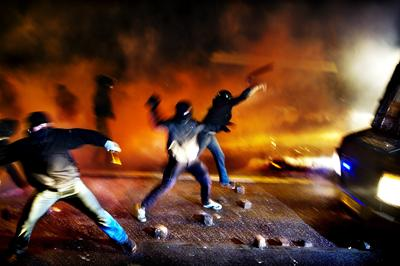
Беспорядки в Нёрребро 2007 г.

Нёрребро (дат. Nørrebro) — один из 10 городских округов Копенгагена. Район расположен к северо-западу от центра города. Его территория составляет 2,9 км ². Население — 70175 человек. Этнический состав района представляет собой мульти-культурное общество, с превалирующими арабской, турецкой, пакистанской, боснийской, сомалийской и албанской общинами.

## История

### До индустриализации
До 1852 года Нёрребро был сельским поселением. В 1867 году, после проведения трамвайной линии, связавшей Нёрребро с центром города, начался экономический рост района. Железнодорожная станция Нёрребро была основана в 1896 году.

### Оккупация (1940—1945)
Во время Второй мировой войны Нёрребро был центром многих акций движения Сопротивления, в том числе, в районе произошло несколько перестрелок и ликвидаций. Датское сопротивление также было инициатором саботажа на предприятиях местной промышленности, работавшей на оккупационные власти.
Среди рабочего класса этого района было много коммунистов. Однако в 1941 году, после вторжения нацистской Германии в СССР, политическая деятельность компартии была запрещена, а некоторые её члены арестованы. Запрещена «Рабочая газета» (Arbejderbladet).
В 1944 году в Нёрребро и соседнем Вестербро вспыхнули беспорядки. Это положило начало общенациональной забастовке. Немецкие оккупационные власти ответили комендантским часом, а также блокированием всех поставок газа, воды и электричества в районе. Не обошлось и без жертв. Во время восстания в Нёрребро было убито и ранено несколько человек.

### Послевоенный период и новые беспорядки
В 1960-х и 1970-х годах район начал плотно заселяться иммигрантами. Поэтому сегодня в Нёрребро большой процент жителей разных этнических групп. Это оставило значительный след в городском пейзаже. Центральная улица — Нёрреброгате и прилегающие переулки содержат большое количество этнических ресторанов, магазинов, парикмахерских, лавок по продаже халяльного мяса и прочих объектов сферы обслуживания.
Беспорядки в послевоенные годы возникали ещё несколько раз. В 1980-е годы Нёрребро неоднократно становился местом ожесточённых столкновений датской полиции и воинствующих сквоттеров. Бои шли с применением бутылок с зажигательной смесью и самодельных бомб со стороны сквоттеров и дубинок,слезоточивого газа и даже огнестрельного оружия со стороны полиции.
Однако самыми крупными были столкновения радикальной молодёжи и полиции, которые произошли 1 марта 2007 года при выселении сквоттеров из «Молодёжного дома», за которым последовало разрушение здания.